# Address Supporting Organization
ASO (англ. Address Supporting Organization, «Организация поддержки адресов») — поддерживающая организация, связанная с ICANN. Основана в 1999 году. Члены этой организации составляют Адресный Совет. На веб-сайте ASO указаны её цели: «рассмотрение и выработка рекомендаций по адресной политике протокола Интернета (IP) и консультации совета директоров ICANN».
ASO состоит из представителей каждого из региональных интернет-регистраторов, включая ARIN и RIPE NCC. Она также назначает двух членов совета директоров ICANN. 